# Demetrio Camarda
Demetrio Camarda (en albanés, Dhimitër Kamarda) (Piana degli Albanesi, Reino de las Dos Sicilias, 1821 — Livorno, Reino de Italia, 1882) fue un lingüista italo-albanés, estudioso de la tradición y la lengua albanesa.
Camarda, junto con Girolamo De Rada, fueron los principales pioneros del movimiento cultural arbëreshë en Italia durante la segunda mitad del siglo XIX. Continuó el trabajo literario ya realizado por De Rada. Su principal obra consiste en un estudio de gramática comparativa sobre la lengua albanesa. Publicó  también una importante contribución con la publicación del "Alfabeto general albanés", en 1869.